# 鄭勳 (清朝)
鄭勳（?—?），字襄甫，字石伍，坑田人。
早年為邑庠生，光绪二十八年（1902年）鄉試中舉。光绪三十年（1904年）赴京考進士未中。光绪三十一年废科举，與知县王扩中，鄉紳刘炳南创办吴航高等小学。並任吴航两高学校首任校长。著有《洗耳余音》、《和蟀吟》两集。